# カラカス地下鉄4号線
カラカス地下鉄四号線（カラカスちかてつよんごうせん、Metro de Caracas Línea 4）は、ベネズエラのカラカスで2006年に開業した地下鉄路線である。

## 歴史
1994年に計画が始まり、1998年に着工した。総工費11億ボリーバルを費やし、2006年に完成、7月18日に開業した。
カラカス中心部の南側に地下鉄の便益を提供し、あわせて一号線の過密を軽減するために計画された。一号線の南を並行して走る。西端のカプチノス駅は二号線の駅で、東端のソナレンタル駅はプラサ・ベネスエラ駅と地下通路で連絡する。プラサ・ベネスエラ駅は、一号線と三号線の乗り換え駅である。

## 駅一覧
カプチノス駅 (Capuchinos)  - テアトロス駅 (Teatros) - ヌエボ・シルコ駅 (Nuevo Circo) - パルケ・セントラル駅 (Parque Central) - ソナ・レンタル駅 (Zona Rental)